# Doro Pesch
Dorothee Pesch (n. 3 iunie 1964, Düsseldorf, Germania), cunoscută ca Doro Pesch sau simplu Doro, este o cântăreață și compozitoare germană de muzică hard rock, fostă lideră a formației heavy metal Warlock.

## Componența trupei de turnee a lui Doro

### Componența actuală
- Doro Pesch (1988–prezent) – vocal

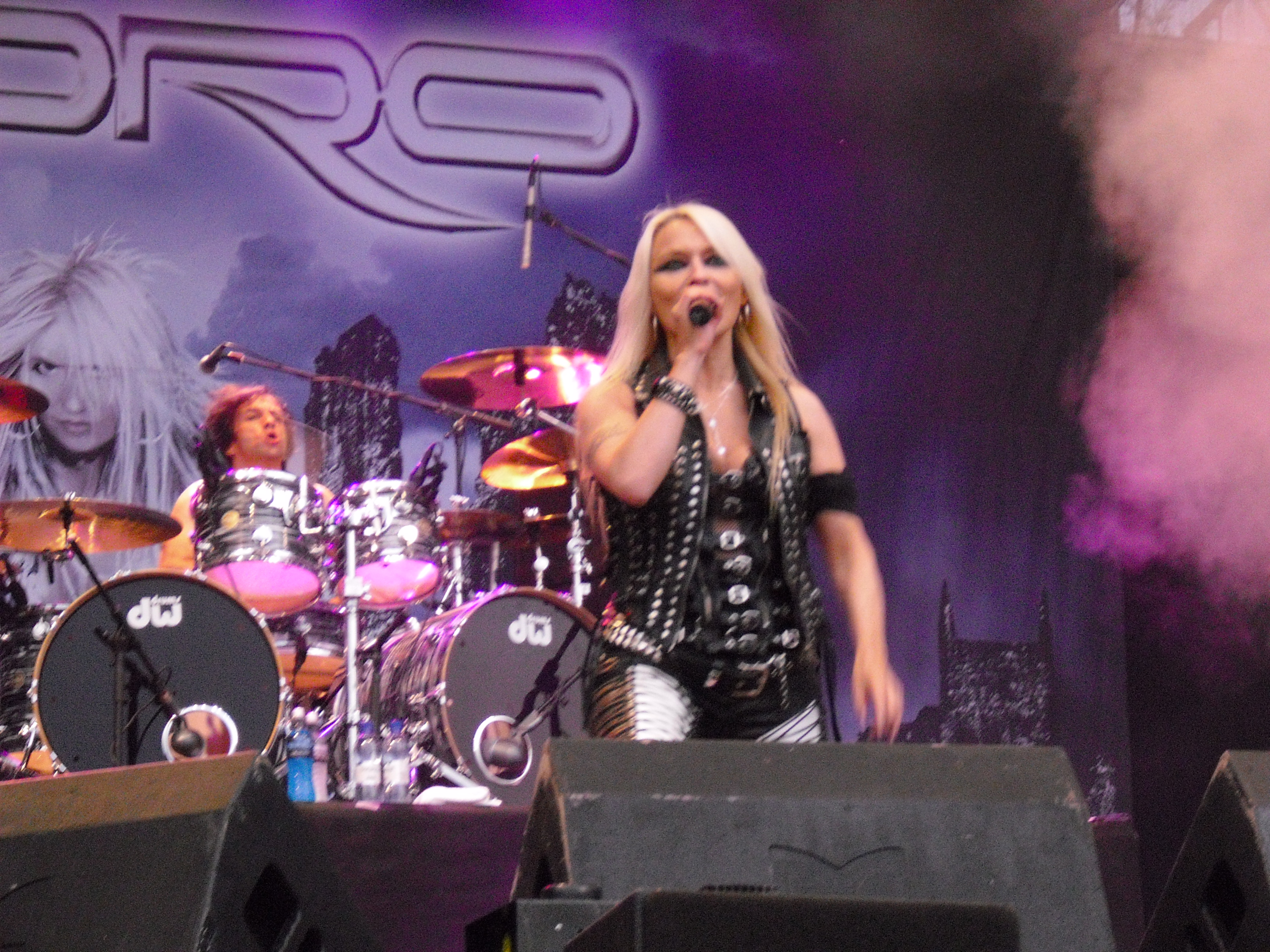
Doro evoluând live la Norway Rock Festival în 2009; în fundal este bateristul Johnny Dee.

- Nick Douglas (1990–prezent) – chitară bas, clape, voce de fundal
- Johnny Dee  (1993–1995, 1998–prezent) – baterie, percuție, voce de fundal
- Bas Maas (2008–prezent) – chitară, back vocal
- Luca Princiotta (2009–prezent) – chitară, clape, voce de fundal

### Foști membri
- Jon Levin (1988–1989) – chitară
- Tommy Henriksen (1988–1989) – bas
- Bobby Rondinelli (1988–1989) – baterie
- Paul Morris (1989–1990) – clape
- Thomas Jude (1990) – chitară
- Tom Coombs (1990) – baterie
- Michael Tyrrell aka Michael Shawn (1991–1992) – chitară
- Jeff Bruno (1991–1992) – chitară, clape
- Tony Mac (1991–1992) – baterie
- Chris Branco (1993) – baterie
- Jimmy DiLella (1993–1995) – chitară, clape
- Joe Taylor (1993–2009) – chitară
- Russ Irwin (1995-1996) – chitară, clape
- Frank Ferrer (1995-1996) – baterie
- Mario Parillo (1998–2001) – chitară, clape
- Oliver Palotai (2001–2011) - chitară, clape
- Robert Katrikh (2010) – chitară
- Harrison Young (2010-2012) – chitară, clape

## Discografie

### Cu Warlock
- Burning the Witches (1984)
- Hellbound (1985)
- True as Steel (1986)
- Triumph and Agony (1987)

### Albume solo
- Force Majeure (1989)
- Doro (1990)
- True at Heart (1991)
- Angels Never Die (1993)
- Machine II Machine (1995)
- Love Me in Black (1998)
- Calling the Wild (2000)
- Fight (2002)
- Classic Diamonds (2004)
- Warrior Soul (2006)
- Fear No Evil (2009)
- Raise Your Fist (2012)